# سی جی اس-۲۱۶۸۰
سی جی اس-۲۱۶۸۰ (به انگلیسی: CGS-21680) با فرمول شیمیایی C23H29N7O6 یک ترکیب شیمیایی با شناسه پاب‌کم 24610 است. که جرم مولی آن ۴۹۹٫۵۲ گرم بر مول می‌باشد. 